# 釣りバカ日誌3
『釣りバカ日誌3』（つりバカにっしスリー）は、1990年12月22日公開の日本映画。『釣りバカ日誌』シリーズ第3作。同時上映は『男はつらいよ 寅次郎の休日』。

## あらすじ
仕事よりも釣りと妻をこよなく愛する万年ヒラ社員の浜崎伝助と彼を心から支える妻みち子。そんな2人の悩みは結婚後いつまでも子宝に恵まれないこと。そんな2人をわが子のように心配するのは、伝助が勤務する会社の社長のスーさん。スーさんはそんな伝助を励まそうと自身の思い出の地・星ヶ浦へと釣りへ誘う。その彼らに船頭の松造から「この人も一緒にお供させてやってくれ」と言って頼まれ同乗させた女性・雪子は、スーさんがかつて戦時中に現地で恋した女性の娘だった。雪子は毎年母の命日に星ヶ浦へお墓参りをしているが、そのお墓も近いうちにリゾート計画によって立ち退きを迫られているという。スーさんは断固反対するよう雪子にアドバイスをするが、後日その元凶が自分の会社である鈴木建設だったと知り、スーさんは立場上困惑してしまう。そのお詫びの気持ちを込めてスーさんは事情を話さないまま雪子に彼女の母の新しいお墓のための石碑をプレゼントするが、そんな事情も知らない伝助はスーさんと雪子の母とは男女関係そして雪子との親子関係ではないかという疑惑を抱き、伝助の妻みち子も巻き込んでひと悶着を起こしてしまう。騒動から数日後、スーさんが中米のパナマに休暇に出ている最中、伝助と雪子は星が浦の公民館でリゾート開発反対運動に参加していた。反対運動が盛り上がった新聞報道で急きょ帰国したスーさんは緊急に役員会議を開き、役員からの今後の意向を確認するが、スーさんは住民の一部でも反対者がいれば開発を中止する経営哲学にのっとり、工事の中止を決断。役員たちはスーさんの衝撃の決断に全員騒然となるが、そんな中で幹部社員一同は新聞に載っていた写真を見て、反対運動にわが社の社員である伝助が加わっていたことを知り、就業規則違反で懲罰委員会に呼び出す。なんと伝助はリゾート開発の委託企業が鈴木建設であることをその場で知り呆然。だが、社長のスーさんの一存により工事が中止になった事を幹部社員が伝助に伝えた結果、世の中では金儲けの事ばかりしか考えない企業が多い中、（「経営哲学」という）ポリシーな考えを持ったスーさんの意向に感動したのか、伝助は興奮して「えらい」と発言。同席していた営業三課課長の佐々木が「えらくないよバカ!」とたしなめた（このたしなめに対しスーさんは佐々木に激怒するが、佐々木はすぐに「『「えらい」じゃないよバカ!』と言いたかった」と訂正）。伝助の今後の処遇に対しては慎重に検討された結果、「出社停止2週間」が言い渡された。
後日、出社停止期間を有効に活用した伝助は、スーさんと星が浦で釣りを楽しんだ。そのとき、伝助はみち子の妊娠検査の結果をスーさんの携帯電話で聞くが、みち子が「だめだった」というと伝助は「がっかりしちゃったなあ!!」と叫び、悲しさと怒りのあまり携帯電話を海に投げてしまった。だが、この時のみち子のお腹には既に新しい命が宿り、実際は妊娠3か月を迎えていたが、みち子がわざとその場でウソをついて、後で伝助をびっくりさせたかったいうことを、この時の伝助は知る由もなかった。

## キャスト
浜崎家
- 浜崎伝助（鈴木建設営業三課） - 西田敏行
- 浜崎みち子（妻） - 石田えり

鈴木家
- 鈴木一之助（鈴木建設代表取締役社長） - 三國連太郎
- 鈴木久江（妻） - 丹阿弥谷津子

メインゲスト
- 佐原雪子（星ヶ浦の女性） - 五月みどり

鈴木建設
- 秋山鉄蔵（専務） - 加藤武
- 片山（常務） - 佐々木勝彦
- 堀田（常務） - 前田武彦
- 草森（秘書） - 園田裕久
- 内野（部長） - 三谷昇
- 佐々木和男（営業三課課長） - 谷啓
- 笹原（営業三課） - 丹野由之
- 恵（営業三課） - 戸川純
- 香織（営業三課） - TARAKO
- 前原（運転手） - 笹野高史

その他
- 松造（星ヶ浦の釣り船の船頭） - 花沢徳衛

## スタッフ
- 監督 - 栗山富夫
- 製作 - 内藤誠
- 原作 - やまさき十三（作）、北見けんいち（画）（小学館「ビッグコミックオリジナル」連載）
- 脚本 - 山田洋次、堀本卓
- プロデューサー - 瀬島光雄、中川滋弘
- 撮影 - 安田浩助
- 美術 - 重田重盛
- 照明 - 粟木原毅
- 編集 - 鶴田益一
- 音楽 - 中西俊博
- 助監督 - 梶浦政男

## ロケ地
- 静岡県西伊豆町

## 受賞歴
- 第9回ゴールデングロス賞優秀銀賞[2]
- 第14回日本アカデミー賞最優秀助演女優賞（石田えり）[3]

## 地上波放送履歴
| 回数  | テレビ局   | 番組名             | 放送日         |
| ----- | ---------- | ------------------ | -------------- |
| 初回  | 日本テレビ | 金曜ロードショー   | 1991年12月13日 |
| 2回目 | 日本テレビ | 金曜ロードショー   | 1993年1月22日  |
| 3回目 | 日本テレビ | 金曜ロードショー   | 1994年7月22日  |
| 4回目 | フジテレビ | ゴールデン洋画劇場 | 1996年1月6日   |
| 5回目 | フジテレビ | ゴールデン洋画劇場 | 2000年4月1日   |